# NGC 1442
NGC 1442 je galaksija u zviježđu Eridan.

## Vanjske poveznice
- SEDS: NGC 1442